# Kitchener Millionaires
Die Kitchener Millionaires waren eine kanadische Eishockeymannschaft aus Kitchener, Ontario. Die Mannschaft spielte in der Saison 1927/28 in der Canadian Professional Hockey League.

## Geschichte
Das Franchise der Kitchener Millionaires wurde 1927 als Mitglied der Canadian Professional Hockey League gegründet. In der Saison 1927/28 belegte die Mannschaft den vierten von acht Plätzen der Canpro. Anschließend wurde die Mannschaft nach Toronto umgesiedelt und änderte ihren Namen in Toronto Millionaires.